# Estádio Paulo de Souza Coelho
Estádio Paulo de Souza Coelho – stadion piłkarski, w Petrolina, Pernambuco, Brazylia, na którym swoje mecze rozgrywa klub Petrolina Social Futebol Clube.
Poprzednia nazwa stadionu: Estádio Associação Rural de Petrolina